# Gádor Endre
Gádor Endre (1921 – Budapest, 2005. január 29.) szobrászművész, művészettörténész, a Művelődésügyi  Minisztérium Képzőművészeti Osztályának vezetője, az Iparművészeti Főiskola egykori rektora.

## Munkássága
- Művészeti lexikon I. (töredék) A-E című könyvet lektorálta, melyet 1981-ben adtak ki.
- Művészeti lexikon I–IV, Főszerkesztők: Zádor Anna és Genthon István. Szakszerkesztők Balogh Jolán, Dercsényi Dezső, Genthon István, Gerevich László, Pogány Ö. Gábor, Radocsay Dénes, Szilágyi János György, Végvári Lajos, Voit Pál, Ybl Ervin, Zádor Anna. Lektorálta Németh Lajos, Miklós Pál, Gádor Endre, Práger Miklós Budapest: Akadémiai Kiadó, 1965–68
- Gádor Endre-Lyka Károly: A budavári Szentháromság szobor. Budapest szobrai. Bp., 1955.